# Puente Stolma
El puente Stolma (en noruego: Stolmabrua) es un puente sobre el estrecho Stolmasundet en el municipio de Austevoll, provincia de Hordaland, Noruega. Conecta las islas de Stolmen y Selbjørn. Tiene una extensión de 467 m y está dividido en tres secciones, siendo la más larga de 301 m. Tuvo un costo de 15,3 millones de dólares.

## Diseño
Está construido con hormigón pretensado de baja densidad, siendo un puente en ménsula de tipo puente de viga en caja y con un gálibo de 30 m. Para lograrlo se necesitó hacer que la zona hueca del puente tuviera 7m de ancho y un diseño especial para la colocación de las vigas de soporte. Para reducir el peso total, la densidad del concreto utilizado fue de 1940kg por metro cúbico. El puente fue abierto en 1998 y es parte de la ruta provincial 151. Es el puente de su tipo más largo del mundo.